# Sympherta factor
Sympherta factor är en stekelart som beskrevs av Hinz 1991. Sympherta factor ingår i släktet Sympherta och familjen brokparasitsteklar. Inga underarter finns listade i Catalogue of Life.